# 2022년 kt wiz 시즌
2022년 Kt 위즈 시즌은 Kt 위즈가 KBO 리그에 참가한 8번째 시즌으로 이강철 감독이 팀을 이끈 4번째 시즌이다. 박경수가 주장을 맡았다. 팀은 초반 부진을 극복하고 정규 시즌 4위에 올라 3년 연속으로 포스트시즌에 진출했다(정규 시즌 3위 키움 히어로즈와 승률이 같았으나 상대 전적에서 밀려 4위가 되었다.). 이후 와일드카드 결정전에서 5위 KIA 타이거즈를 상대로 1승을 거두며 곧바로 준플레이오프에 진출했으나, 준플레이오프에서 키움 히어로즈에게 2승 3패로 밀려 탈락함에 따라 최종 순위는 그대로 4위가 되었다.

## 코치
- 김태균, 김강, 장재중, 박기혁, 김태한, 제춘모, 최만호, 김연훈, 조중근

## 타이틀
- U-23 야구 월드컵 은메달: 양승혁
- MLB 월드 투어: 코리아 시리즈 2022 KBO 올스타: 이강철(감독), 김민수, 소형준, 고영표, 엄상백
- KBO 골든글러브: 박병호 (1루수)
- 리얼글러브: 박병호 (1루수)
- 조아제약 프로야구대상 최고타자상: 박병호
- 조아제약 프로야구대상 코치상: 김강
- 스포츠서울 올해의 성취상: 박병호
- 와일드카드 결정전 MVP: 배정대
- 한국갤럽 선정 가장 좋아하는 한국인 야구선수 10위: 강백호
- 올스타 선발: 박병호 (1루수)
- 올스타전 추천선수: 소형준, 주권, 황재균, 배정대
- 올스타전 홈런레이스 최다비거리상: 박병호 (130m)
- 마구마구 레전드 카드: 로하스
- 출장(타자): 배정대 (144)
- 출장(야수): 배정대 (144)
- 홈런: 박병호 (35)
- 완투: 고영표 (1)
- 완봉: 고영표 (1)
- 승률: 엄상백 (0.846)
- WPA: 박병호 (7/27 키움전, 0.902)
- 순장타율: 박병호 (0.284)
- 구원승: 김재윤 (9)
- 터프세이브: 김재윤 (6)
- 땅볼 유도: 고영표 (238)

### 퓨처스리그
- 리얼글러브 퓨처스리그: 양승혁, 고명성, 권성준
- 퓨처스 올스타전 우수타자상: 양승혁
- 퓨처스 올스타: 지명성, 권성준, 양승혁, 문상준
- 출장(투수): 안광준 (49)
- 남부리그 사구: 안치영, 양승혁 (13)

## 선수단
- 선발투수 : 고영표, 소형준, 엄상백, 벤자민, 데스파이네, 배제성, 쿠에바스
- 구원투수 : 김민수, 주권, 박영현, 이채호, 심재민, 박시영, 조현우, 김민, 안영명, 이상우, 김태오, 이창재, 류희운, 하준호
- 마무리투수 : 김재윤, 이정현, 지명성, 전유수
- 포수 : 장성우, 김준태, 조대현, 문상인
- 1루수 : 박병호, 김태훈, 문상철, 김병희
- 2루수 : 오윤석, 장준원, 권동진, 고명성, 박경수
- 유격수 : 심우준, 문상준, 신본기
- 3루수 : 황재균
- 좌익수 : 알포드, 김민혁, 이시원
- 중견수 : 배정대
- 우익수 : 조용호, 홍현빈, 라모스, 송민섭, 전진영
- 지명타자 : 강백호, 유준규, 양승혁

## 여담
- 당시 만 19세였던 김병준은 프로 첫 시즌인 이 시즌에 시범 경기 1타수 1안타로 2013년 이후 KBO 시범경기 사상 최초로 10대 타자 통산 타율 1.000을 기록했다. 다만 1군 정규 시즌 경기 첫 출전은 이듬해인 2023년에 했다.
- kt 위즈 2군은 10월 18일 LG 트윈스 2군과 KBO 퓨처스 교육리그 사상 첫 경기를 치렀다.
- 고영표는 타석 당 3.45구를 던져 규정 이닝을 채운 투수 중 2013년 이후 KBO 리그 단일 시즌 최소 기록을 세웠다.
- 고영표는 이 시즌 2013년 이후 KBO 리그에서 규정 이닝을 채운 투수 중 단일 시즌 스트라이크 비율이 가장 높았다.
- 고영표는 이 시즌 2013년 이후 KBO 리그에서 규정 이닝을 채운 투수 중 단일 시즌 스윙 유도 비율이 가장 높았다.
- 고영표는 이 시즌 2013년 이후 KBO 리그에서 규정 이닝을 채운 투수 중 단일 시즌 스트라이크 존 밖 투구 스윙 유도 비율이 가장 높았다.
- 심우준은 득점권 타율 0.177, 득점권 장타율 0.219, 득점권 OPS 0.484로 2013년 이후 KBO 리그에서 단일 시즌 규정 타석을 채운 타자 중 최저 기록을 세웠다.
- 박병호는 우중간 타구 타율 0.529로 2013년 이후 규정 타석 충족 타자 중 단일 시즌 최고 기록을 세웠다.
- 조용호는 헛스윙 삼진 대비 루킹 삼진 비율 47.3%로 2013년 이후 규정 타석 충족 타자 중 단일 시즌 최고 기록을 세웠다.
- 안영명은 이 시즌을 끝으로 은퇴하여 KBO 포스트시즌 사상 통산 최고 피출루율(1.000)을 기록한 투수가 되었다.
- 쿠에바스는 이 시즌 2피안타로 KBO 리그 외국인 투수 최소 기록을 세웠다.

## 같이 보기
- 2023년 Kt 위즈 시즌